# Calophyllum morobensis
Espèce
Statut de conservation UICN

 VU  : Vulnérable
Calophyllum morobensis est une espèce de plantes à fleurs du genre Calophyllum de la famille des Calophyllaceae.